# Portal Bulnes

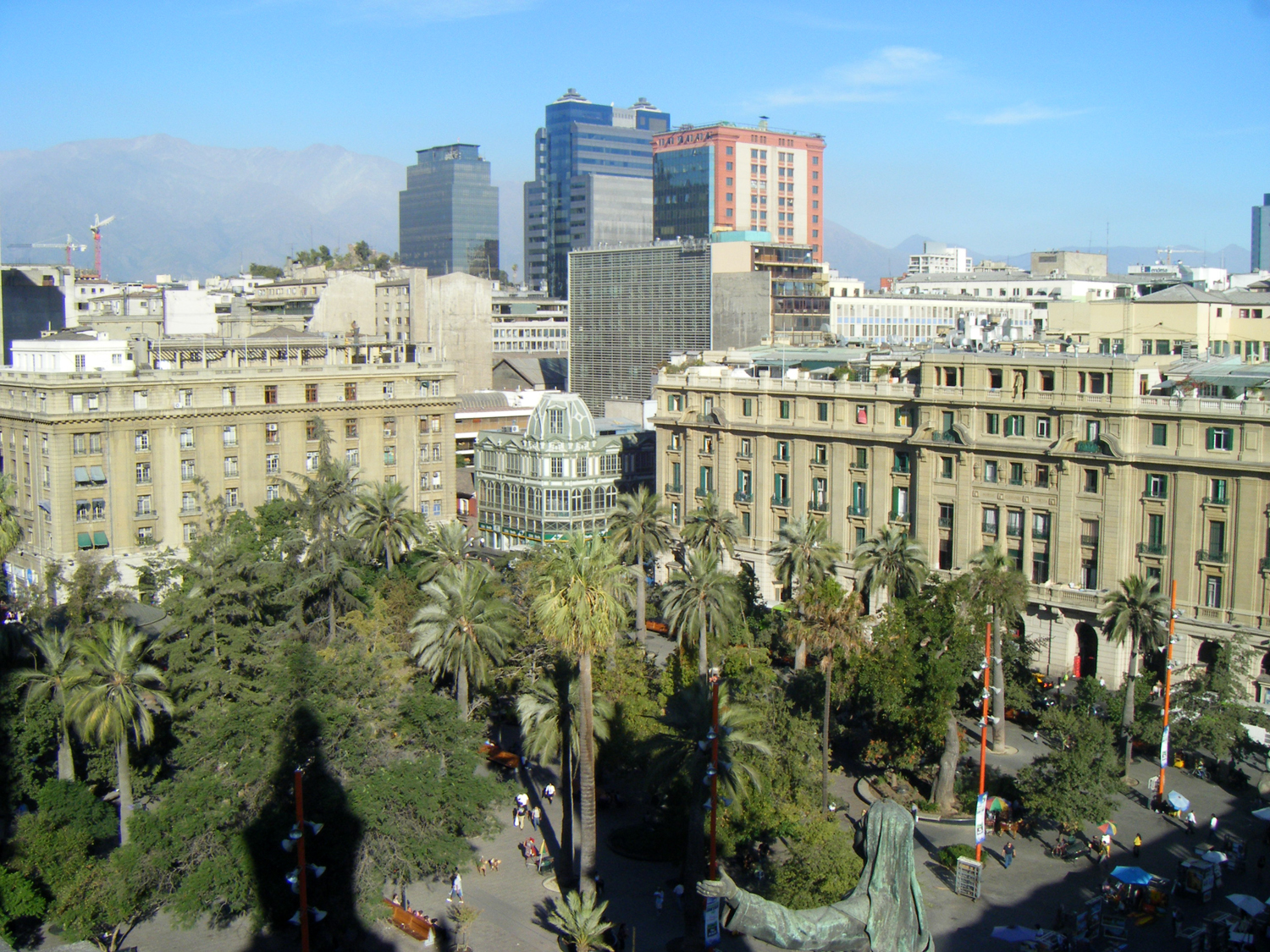
El Portal Bulnes, el Edificio Comercial Edwards y el Portal Fernández Concha en la esquina suroriente de la Plaza de Armas de Santiago.

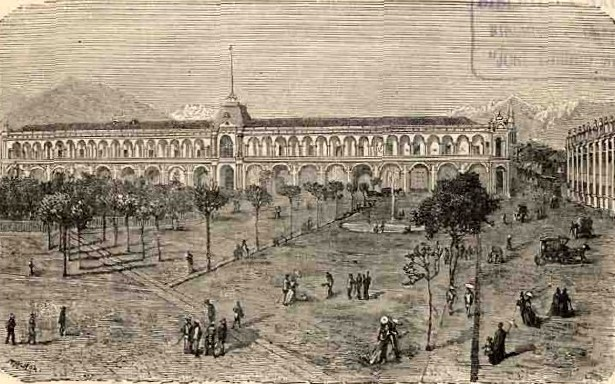
El Portal Mac-Clure, ubicado en donde se emplaza el Portal Bulnes, en 1872.

El Portal Bulnes es un edificio ubicado frente a la Plaza de Armas de la ciudad de Santiago de Chile, específicamente en su borde oriente, entre calle Monjitas y Merced. Junto con el Portal Fernández Concha son los edificios contiguos a la plaza que se dedican al comercio.

## Historia
Fue diseñado por el arquitecto Jorge Arteaga en 1932, en el mismo lugar donde se ubicaba el Portal Mac-Clure, del año 1869, demolido el año 1929. Este portal, de propiedad de Carlos Mac-Clure, tenía en su interior la Galería San Carlos, de dos pisos y de techado de vidrio.
El Portal forma un conjunto arquitectónico con el edificio Phillips y la torre llamada Edificio Presidente, cuyo nombre deriva de haber sido la residencia de Jorge Alessandri, presidente de Chile entre 1958 y 1964. 
Está protegido como Monumento Nacional en la categoría de Zona Típica como parte del entorno de la Plaza de Armas. También tiene la categoría de "Inmueble de Conservación Histórica".

## Uso
Los pisos superiores del Portal Bulnes son de uso residencial e institucional. La planta baja del portal Bulnes ha sido históricamente usado como paseo peatonal y como lugar para el pequeño comercio. Al lado oriente del corredor de este portal existen locales de mediano tamaño que alberga negocios de ropa, lencería, farmacias y bancos. Adosados al muro poniente existen más de 20 kioscos dedicados a la venta de carteras, bolsones y maletería.
El comercio minorista en los kioscos del portal Bulnes data de los años 1930. En un principio ofrecieron productos de paqueteria para que alrededor de 1945 y de forma paulatina cambiara con éxito al rubro de los artículos de cuero, especialmente carteras, bolsones y afines. al principio este centro comercial albergó a familias de inmigrantes mayoritariamente de origen Sirio. En la actualidad conviven en este lugar los descendientes de estos inmigrantes y marroquineros chilenos que ya cuentan 3 y hasta 4 generaciones en el lugar. 
Hoy este «paseo de las carteras» forma parte del patrimonio cultural urbano de Santiago y un punto de referencia para los visitantes y residentes.  

### Controversias
Durante el mandato del alcalde Jaime Ravinet los permisos de los locatarios de los kioscos de carteras fueron cambiados unilateralmente de arrendatarios a precarios, con el propósito de cancelar los permisos sin derecho a indemnización, cosa que finalmente no se concretó.[cita requerida]
Durante el mandato de Raúl Alcaíno, se elevó el precio de arriendo de los kioscos de carteras para desocupar este lugar por medio del hostigamiento económico, tal como lo reconoce el concejal Jorge Alessandri en la prensa.[cita requerida] El alza fue tal que superaba los 300.000 pesos por m².[cita requerida]
Durante octubre de 2013 la alcaldesa de Santiago, Carolina Tohá, anunció la remodelación del sector Plaza de Armas de Santiago. Dicho proyecto contempla terminar con los kioscos de carteras y marroquineria que funcionan en el Portal Bulnes. La oposición de la ciudadanía a terminar con el tradicional paseo de las carteras se ha manifestado por la adhesión espontánea y la recolección de más de 47.000 firmas de apoyo a los locatarios afectados.[cita requerida] El 31 de diciembre de 2013 la justicia falla a favor de la Municipalidad de Santiago cuyas autoridades ya trabajan en el cierre del tradicional paseo.[cita requerida]

### Proyecto Gastronómico  2018
De acuerdo con lo señalado por el actual alcalde de Santiago, el barrio Cívico colindante a Plaza de Armas, tendrá una revitalización, con el fin de acercarlo a la comunidad y turistas, para ello se están remodelando el Portal Fernández Concha y Portal Bulnes. Este último a través de un proyecto gastronómico que integrará a las más importantes cadenas de restaurante del país (Emporio La Rosa, Barra Chalaca, Sanguchera de Barrio, y una nueva propuesta del exitoso chef Cristian Correa). La idea es replicar un modelo de locales cuya oferta y propuesta de diseño sea muy cercano a las principales plazas de Europa.  [cita requerida]